# Kaliboto (Mojogedang)
Kaliboto is een bestuurslaag in het regentschap Karanganyar van de provincie Midden-Java, Indonesië. Kaliboto telt 5322 inwoners (volkstelling 2010).